# Linothele jelskii
Espèce
Synonymes
- Neodiplura jelskii F. O. Pickard-Cambridge, 1896

Linothele jelskii est une espèce d'araignées mygalomorphes de la famille des Dipluridae.

## Distribution
Cette espèce est endémique du Pérou.

## Description
La carapace du mâle syntype mesure 11 mm de long sur 9,5 mm et l'abdomen 12,5 mm.

## Systématique et taxinomie
Cette espèce a été décrite sous le protonyme Neodiplura jelskii par F. O. Pickard-Cambridge en 1896.  Elle est placée dans le genre Uruchus par Simon en 1903 puis dans le genre Linothele par Raven en 1985.

## Étymologie
Cette espèce est nommée en l'honneur de Konstanty Jelski.

## Publication originale
- F. O. Pickard-Cambridge, 1896 : « On the Theraphosidae of the lower Amazons: being an account of the new genera and species of this group of spiders discovered during the expedition of the steamship "Faraday" up the river Amazons. » Proceedings of the Zoological Society of London, vol. 1896, p. 716-766 (texte intégral).